# Øssur Hansen
Pour les articles homonymes, voir Hansen.
Øssur Hansen, né le 7 janvier 1971 à Toftir aux Îles Féroé, est un footballeur international féroïen, devenu entraîneur à l'issue de sa carrière, qui évoluait au poste de milieu de terrain.

## Biographie

### Carrière en club
Øssur Hansen dispute 4 matchs en Ligue des champions, 4 matchs en Coupe de l'UEFA, et 7 matchs en Coupe Intertoto,.
Avec le B68 Toftir, il remporte un championnat des îles Féroé. Puis, avec le GÍ Gøta, il remporte une coupes des îles Féroé.

### Carrière internationale
Øssur Hansen compte 51 sélections et 2 buts avec l'équipe des îles Féroé entre 1990 et 2001. Il porte une fois le brassard de capitaine, le 6 juin 2001, à l'occasion d'un match des éliminatoires de la Coupe du monde 2002 contre la Yougoslavie.
Il est convoqué pour la première fois en équipe des îles Féroé par le sélectionneur national Páll Guðlaugsson, pour un match amical contre la Norvège le 13 mai 1992. Il entre à la 78e minute de la rencontre, à la place de Jákup Símun Simonsen. Le match se solde par une défaite 2-0 des Féroïens. 
Le 30 avril 1997, il inscrit son premier but en sélection contre Malte, lors d'un match des éliminatoires de la Coupe du monde 1998. Le match se solde par une victoire 2-1 des Féroïens. 
Il reçoit sa dernière sélection le 16 octobre 2002 contre l'Allemagne. Le match se solde par une défaite 2-1 des Féroïens.

## Palmarès
- Avec le B68 Toftir
  - Champion des îles Féroé en 1992
  - Champion des îles Féroé de D2 en 2005 et 2007

- Avec le GÍ Gøta
  - Vainqueur de la Coupe des îles Féroé en 1997

## Statistiques

### Buts en sélection
Le tableau suivant liste tous les buts inscrits par Øssur Hansen avec l'équipe des îles Féroé.